# Paralubbockia longipedia
Paralubbockia longipedia is een eenoogkreeftjessoort uit de familie van de Paralubbockiidae. De wetenschappelijke naam van de soort is voor het eerst geldig gepubliceerd in 1977 door Boxshall.